# دریاچه سیفه
دریاچه سیفه (ترکی استانبولی: Seyfe Gölü) دریاچه‌ای در استان قِرشهر مرکز ترکیه است. این دریاچه در منطقه کامان شهرستان موجور در ۱۶ کیلومتری شمال شرقی قرشهر واقع شده‌است. دریاچه سیفه به عنوان تالاب بر اساس کنوانسیون رامسر تحت حفاظت بین‌المللی قرار دارد.
این تالاب در سال ۲۰۱۸ میلادی به کلی خشک شده بود، اما سپس بارش باران باعث شد که آب در یک چهارم تالاب جمع شود و سطح تراز تالاب به اندازه چهار انگشت بالا بیاید و دریاچه میزبان پرندگان مهاجر از جمله غاز، اردک، و مرغ دریایی شود.
ساختار خاک این تالاب باعث می‌شود که آب در آن نفوذ نکند و تمامی آب باران در سطح بماند.